# Borghamn
Borghamn är en småort i Rogslösa socken i Vadstena kommun, Östergötlands län. Samhället ligger 14 kilometer sydväst om Vadstena, strax norr om Ombergs ekopark vid Vätterns östsida, med Östgötaslätten på den östra sidan. 
I Borghamn finns en lanthandel, där lokalt fångad och rökt fisk säljs, ett bibliotek, en tennisbana, ett skateboardmuseum, en lekplats, Gyllenhammars restaurang samt Borghamn Strand, idag ett vandrarhem och under sommaren fik och restaurang inhyst i 
Vadstena kommuns största och äldsta byggnadsminne av industriell karaktär. Det omfattar 22 byggnader, en kalkstenshamn samt Bockakyrkogården.
Baltzar von Platen uppförde byggnaderna under början av 1800-talet till de arbetare som bröt sten till Göta Kanal och Karlsborgs fästning.

## Historik
I Borghamn har det brutits kalksten sedan medeltiden. Flera historiska byggnader i närområdet, exempelvis Alvastra kloster, Vadstena kloster och Vadstena slott, byggdes med sten från Borghamn. Senare har Borghamnskalksten använts bland annat vid anläggandet av Göta kanal, Karlsborgs fästning och Nationalmuseum i Stockholm. Kalkbrytningen i Borghamn var länge underlagd statlig administration. Bland annat fanns det 1842-1894 en kronoarbetsstation på omkring 100 man, vilka sysselsattes med brytning av kalksten för statens räkning. Efter 1923 har dock brytningen skett genom privata företag. Hamnen och den första bebyggelsen grundades 1810-1824 av Göta kanalbolaget. År 1842 övergick området i statens ägo och blev fånganstalt för de som var dömda för bland annat lösdriveri till tvångsarbete i stenbrottet, livtidsfångar och värvade soldater, som hade gjort sig skyldigt för ringa brott. År 1923 flyttades Lanthushållsskolan in i hamnbyggnader, som sedan 1971 kalles Borghamnskolan. Internatet blev Vadstenagymnasiet 1997 och flyttade till kommunens centralort. Bostäderna och undervisningslokalen användes sedan dess av Borghamns vandrarhem. Lokalerna övertogs 2018 av hotellet Borghamn Strand. 
Hamnen och hela området mellan Ombergs norra fot och hamninfarten är byggnadsminneförklarades 1993
Ortnamnet har ursprungligen syftat på en hamn i närheten av en fornborg. Borghamn ligger i Dals härad som består av Herrestads, Källstads, Nässja, Rogslösa, Strå, Väversunda och Örberga socknar. 

### Befolkningsutveckling
Orten förlorade 2010 sin status som tätort på grund av minskad befolkning.
| Befolkningsutvecklingen i Borghamn 1950–2015                                                 | Befolkningsutvecklingen i Borghamn 1950–2015 | Befolkningsutvecklingen i Borghamn 1950–2015 | Befolkningsutvecklingen i Borghamn 1950–2015 | Befolkningsutvecklingen i Borghamn 1950–2015 |
| -------------------------------------------------------------------------------------------- | -------------------------------------------- | -------------------------------------------- | -------------------------------------------- | -------------------------------------------- |
|                                                                                              |                                              |                                              |                                              |                                              |
| År                                                                                           |                                              |                                              | Folkmängd                                    | Areal (ha)                                   |
| 1950                                                                                         | 1950                                         |                                              | 288                                          |                                              |
| 1960                                                                                         | 1960                                         |                                              | 271                                          |                                              |
| 1965                                                                                         | 1965                                         |                                              | 296                                          |                                              |
| 1970                                                                                         | 1970                                         |                                              | 281                                          |                                              |
| 1975                                                                                         | 1975                                         |                                              | 335                                          |                                              |
| 1980                                                                                         | 1980                                         |                                              | 303                                          |                                              |
| 1990                                                                                         | 1990                                         |                                              | 251                                          | 75                                           |
| 1995                                                                                         | 1995                                         |                                              | 238                                          | 75                                           |
| 2000                                                                                         | 2000                                         |                                              | 249                                          | 75                                           |
| 2005                                                                                         | 2005                                         |                                              | 227                                          | 75                                           |
| 2010                                                                                         | 2010                                         |                                              | 194                                          | 75**                                         |
| 2010                                                                                         | 2010                                         |                                              | 149                                          | 18#                                          |
| 2015                                                                                         | 2015                                         |                                              | 166                                          | 55#                                          |
| Anm.: Upphörde som tätort 2010. ** Som upphörd tätort (mindre än 200 invånare) # Som småort. |                                              |                                              |                                              |                                              |

## Samhället
Vid hamnen ligger hotellet Borghamns Stand. I samhället finns värdshuset Gyllenhammars, ett skateboardmuseum och Östgöta-Dal hembygdsgård, hemvist för Östgöta-Dals hembygdsförening. Här finns (2017) även en närbutik och bibliotek.
Själva hamnen är byggd av kalksten på början av 1800-talet och har handgjorda stenfästen och gjutna[källa behövs] järnringar till båtförtöjning. Strax invid hamnen ligger Borghamn Strand. Där har även Borghamns Fiskareförening  anlagt ett mindre fiskemuseum.
Vid sidan av hamnen finns badplatser vid Hovanäsudden och Bårstabadet. Nära hamnen i Borghamn vid Ekhagen ligger Bockakyrkogården. Där begravdes 1860-1894 de till tvångsarbete dömda som bröt kalksten till Karlsborgs fästning.

## Näringsliv
Helhetshälsa tillverkar vegetabiliska kosttillskott och Nordic Aircraft har flygplanstillverkning. Kalkstenstraditionen förs vidare av Borghamnsten AB och Borghamns Stenförädling AB.